# مايكروسوفت إكستشينج سيرفر
مايكروسوفت إكستشينج سيرفر أو مايكروسوفت المخدم التبادلي هو منتج يختص في مجال المراسلة والبرامج التعاونية وضعتها مايكروسوفت. وهو جزء من خط منتجات مخدمات مايكروسوفت المخدم يستخدم على نطاق واسع في المشاريع التي تستخدم مايكروسوفت كحلول للبنية التحتية. تبادل السمات الرئيسية للمخدم التبادلي يحتوي على البريد الإلكتروني، وإعداد جداول المواعيد، وقائمة الاتصالات والمهام الواجب تطبيقها، ودعم الهواتف النقالة والوصول لشبكة الإنترنت للحصول على المعلومات، فضلا عن دعم وتخزين البيانات.

## تفاصيل
يمكن تشغيل إصدار Exchange Server 2019 ضمن Windows Server 2019. يجب أن تكون خدمة دليل Microsoft Active Directory متوفرة في الشبكة، حيث يتكامل Exchange Server بشكل مكثف معها، بما في ذلك: لإدارة المستخدم.
تم تطبيق نموذج جديد لصيانة المنتج من Microsoft منذ الإصدار 2013: يتم نشر ما يسمى التحديث التراكمي (CU) مرة واحدة كل ربع سنة، وهو ما يعكس الحالة الكاملة للمنتج من حيث إصلاح الأخطاء والتحسينات الوظيفية في هذه المرحلة من الوقت، وليس فقط التحديثات، ولكن يمكن استخدامها أيضًا لعمليات التثبيت الجديدة. يتم إصدار بعض التحديثات التراكمية كحزمة خدمة تقليدية (على سبيل المثال 2013 CU4 كـ SP1). وتجدر الإشارة إلى أن Microsoft تقدم فقط دعم المنتج لآخر تحديثين تراكميين. من الناحية العملية، يتم تقديم تحديثات الأمان فقط لآخر تحديث تراكمي وحزمة خدمة.

### الترخيص
المنتج متاح في إصدارات Standard و Enterprise. تم تصميم الإصدار القياسي للاستخدام في الشركات الأصغر لأنه يسمح فقط بخمس قواعد بيانات لكل خادم. من ناحية أخرى، يسمح إصدار المؤسسة بما يصل إلى 100 قاعدة بيانات لكل خادم. يمكن أن تحتوي كل قاعدة بيانات على ما يصل إلى 2 تيرابايت من البيانات في كل متغير خادم.
بالإضافة إلى ذلك، يتطلب كل مستخدم للبرنامج ترخيص وصول العميل (CAL). تتوفر هذه أيضًا في الإصدار الأساسي القياسي وكترخيص إضافي في الإصدار Enterprise من أجل أن تكون قادرًا على استخدام وظائف الخادم الموسعة.

## نطاق الوظائف
أصبح نظام البريد الإلكتروني البسيط في البداية حلاً شاملاً للبرمجيات الجماعية. في إصدار 2003، كان «عامل التصفية الذكي للرسائل» (IMF) أول تصفية من جانب الخادم جعلت من الممكن تصفية الرسائل الإلكترونية غير المرغوب فيها. منذ الإصدار 2013، تم أيضًا تضمين برنامج بدائي لمكافحة الفيروسات.
تتضمن الوظائف:
- رسائل البريد الإلكتروني
- المواعيد / التقويم
- المهام
- جهات الاتصال / العناوين
- ملاحظات
- الوصول إلى البريد الإلكتروني عبر الهاتف النقال عبر تقنية ActiveSync
- استرجاع البريد الإلكتروني باستخدام POP3 / IMAP4 ، تسليم البريد الإلكتروني عبر SMTP
- دفتر العناوين العالمي
- المصادقة المستندة إلى الشهادة
- دعم امتدادات بريد الإنترنت الآمن / متعدد الأغراض (S / MIME)
- عامل تصفية ذكي لمكافحة البريد العشوائي: تقنية مرشح SmartScreen وفلتر الرسائل الذكي (IMF)
- قائمة القبول والرفض العالمية (القائمة البيضاء / القائمة السوداء)
- تصفية مكافحة الفيروسات أو واجهة برمجة تطبيقات مكافحة الفيروسات، والتي يمكن من خلالها توصيل برنامج مكافحة الفيروسات التابع لجهة خارجية
- دعم بروتوكول مصادقة البريد الإلكتروني معرف المرسل
- تطبيق Outlook Web ، وصول الويب إلى وظائف الخادم
- عملية مختلطة مع خدمة Office 365 Exchange عبر الإنترنت
- منع فقدان البيانات

بشكل أساسي، يتم تقسيم البيانات إلى بيانات شخصية وبيانات تعتمد على المستخدم من جهة، والبيانات المشتركة من جهة أخرى، على سبيل المثال، ما يسمى المجلدات العامة، مما يجعل العمل الجماعي ممكنًا.
يستخدم Microsoft Outlook في الغالب كتطبيق أمامي. كبديل لنظام Linux ، يمكن أيضًا استخدام Novell Evolution. ومع ذلك، يمكن أيضًا استخدام Exchange Server عبر تطبيق ويب يستخدم Outlook Web App أو عبر الأجهزة المحمولة باستخدام ActiveSync أو الهاتف (Outlook Voice Access).
عند استخدام Outlook مع Exchange Server ، يتم توسيع وظائف Outlook. لذلك على سبيل المثال يتم تقديم مساعد خارج المكتب الذي يجيب على رسائل البريد الإلكتروني الواردة برسالة خارج المكتب. تتم أيضًا معالجة بعض القواعد الأخرى للبريد الوارد مباشرة على الخادم، حتى إذا لم يبدأ مستخدم الـOutlook. يمكن للمستخدم حفظ صندوق البريد الخاص به، على سبيل المثال مشاركة التقويم مع مستخدمين آخرين. عند التخطيط لاجتماع، يظهر المدعو ما إذا كان المدعو متاحًا أو لديه موعد آخر.
يمكن أن يعمل Exchange Server مع برنامج بوابة Microsoft SharePoint Server ومنتج Microsoft Lync للرسائل الفورية.
تتم إدارة Exchange Server عبر تطبيق ويب أو مركز إدارة Exchange (EAC) أو لمزيد من الخيارات باستخدام Exchange Management Shell (EMS) عبر PowerShell.

## الإصدارات
- المخدم التبادلي التجريبي 1 : أطلق بتاريخ نيسان / إبريل 1993
- المخدم التبادلي 4.0 : أطلق بتاريخ 11 حزيران / يونيو 1996
- المخدم التبادلي 5.0 : أطلق بتاريخ 23 أيار / مايو 1997
- المخدم التبادلي 5.5 : أطلق بتاريخ تشرين الثاني / نوفمبر 1997
- المخدم التبادلي 2000 : أطلق بتاريخ 29 تشرين الثاني / نوفمبر 2000
- المخدم التبادلي 2003 : أطلق بتاريخ 28 أيلول / سبتمبر 2003، بإصداريه الأساسي والمتقدم.
- المخدم التبادلي 2007 : أطلق في أواخر عام 2006

## وصلات خارجية
- الموقع الرسمي